# Tatiana Nikitina
 (février 2025).
Si vous disposez d'ouvrages ou d'articles de référence ou si vous connaissez des sites web de qualité traitant du thème abordé ici, merci de compléter l'article en donnant les références utiles à sa vérifiabilité et en les liant à la section « Notes et références ».
Tatiana Nikitina (Douchanbé, 31 décembre 1945) est une chanteuse russe. Elle travaille fréquemment avec son mari Sergueï Nikitine. Ils sont particulièrement connus pour leurs compositions de musiques pour enfants et leurs bandes originales de films.
Son père est de Samarcande et sa mère est de Voronej.